# Trypeta zoe
Trypeta zoe är en tvåvingeart som beskrevs av Johann Wilhelm Meigen 1826. Trypeta zoe ingår i släktet Trypeta och familjen borrflugor. Enligt den finländska rödlistan är arten nära hotad i Finland. Arten är reproducerande i Sverige. Artens livsmiljö är ruderatmarker, vägrenar och banvallar. Inga underarter finns listade i Catalogue of Life.

## Bildgalleri

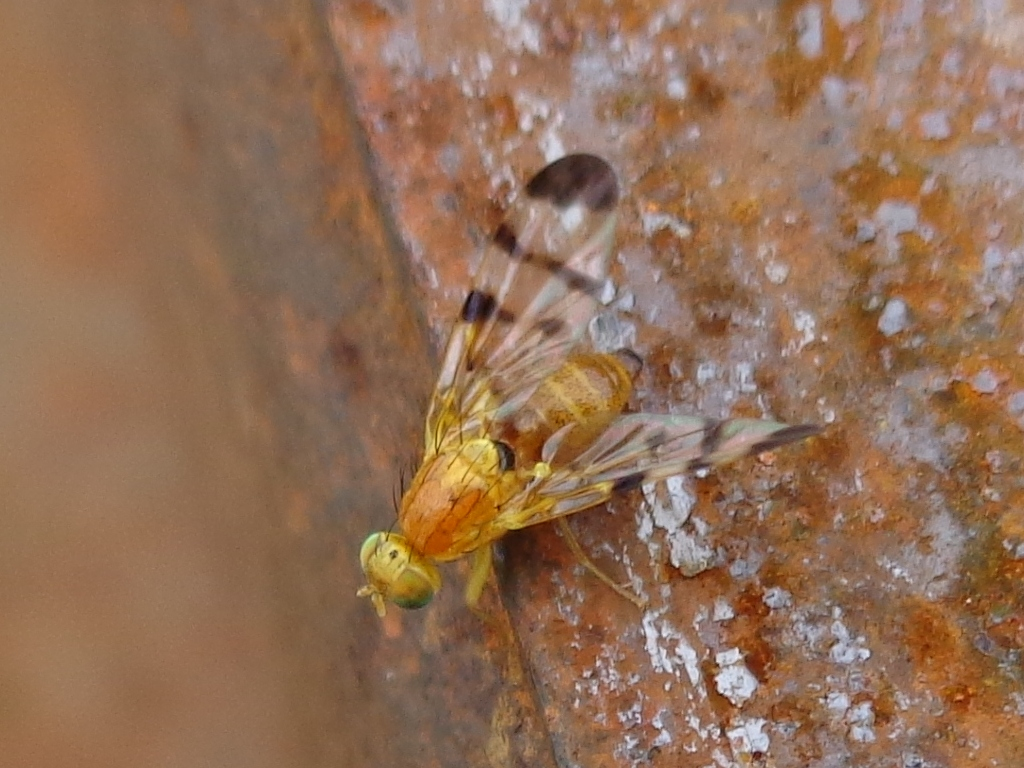